# Landschaftsgarten Hellbrunn
Der Landschaftsgarten Hellbrunn ist ein den Hellbrunner Schlosspark umgebende gartenartig gestalteter Landschaftsraum im Süden der Stadt Salzburg und in der Gemeinde Anif. Der Schlossgarten von Hellbrunn endet dem Wesen nach nicht an der den Garten umgebenden Mauer. Er umfasst auch den umgebenden Landschaftsraum, der von Santino Solari durch verschiedene Alleen (Allee = schattiger Gartenweg) und Schlösschen mit gestaltet wurde.

## Der Landschaftsgarten
Der erweiterte Landschaftsgarten Hellbrunn reichte gemäß dem manieristischen Gartenkonzept von Hellbrunn fast bis zum Horizont, er ist außerhalb der Schlossmauer vor allem von zwei Hauptachsen, d. h. langen baumbestandenen Fürstenwegen geprägt: Der eine ist bis heute unter dem Namen Fürstenweg bekannt und erstreckt sich in der Achse des Altemsbrunnens und des Schlosses Hellbrunn über das Ostportal des Schlosses durch freie Wiesen und durch den Auwaldsaum hindurch bis zur Salzach. Er wurde außerhalb der Schlossmauern einheitlich mit Winterlinden bepflanzt. Die dritte bedeutsame Allee Hellbrunns ist die Fichtenallee Hellbrunn die im Osten des manieristischen Gartens nach Südosten zum Schloss Goldenstein hin weist. Der längste geradlinige „Fürstenweg“ von Hellbrunn, die Hellbrunner Allee folgt in ihrem Verlauf jener Achse, die vom fürsterzbischöflichen Schloss Freisaal zur höchsten Erhebung des Waldemsberges (heute Hellbrunner Berg) und geradlinig weiter zum Schloss Anif führt. Der baumbestandene Weg verläuft dabei im Osten landschaftlich reizvoll zwischen einem vielgestaltigen Auwaldsaum und verschwiegenen Auwiesen, zwischen die sich der einst breite Eschenbach hindurchschlängelte, der heute weitestgehend trocken gefallen ist. Im Westen der Allee breitet sich eine vom Hellbrunner Bach durchzogene Acker- und Wiesenlandschaft mit dem Morzger Hügel und dem idyllischen Dorf Morzg im Hintergrund aus. Am Weg nach Süden blieb in der Allee das Schloss Hellbrunn bis zum Ostportal des Schlosses bewusst verborgen, Hellbrunn verstand sich von Anbeginn als „Garten der Überraschungen“. Zum Hellbrunner Landschaftsgarten gehörte historisch auch der Raum von Schloss Freisaal sowie der heute großteils verbaute Raum um die Fürstenallee und um die Hellbrunnerstraße sowie der Landschaftsraum um Schloss Anif.

## Schlösser im Landschaftsgarten Hellbrunn
Zahlreiche Schlösser prägen den Landschaftsgarten: Schloss Neudegg an der Nonntaler Hauptstraße und im Norden des Landschaftsraumes Freisaal und das alte Schloss Freisaal im Osten desselben, an der Hellbrunner Allee die Schlösschen Kayserburg, Lasserhof (einst auch Metzgermayerhof, heute Gwandhaus), Schloss Herrnau, Schloss Frohnburg mit Meierhof Wasserturm und Frohnburgstadel, Schloss Emsburg mit der Meierei Kreuzhof und Schloss Emslieb ebenfalls mit einer zugehörigen Meierei. Im Westen an der Keltenallee liegt die Villa Swoboda. Als mittiges und beherrschendes Hauptschloss des Landschaftsgartens ist Schloss Hellbrunn mit seinen sehr verschiedenen Gartenanlagen zu nennen. Schloss Montfort liegt im Nordwesten Hellbrunns, Schloss Anif im Süden und Schloss Goldenstein jenseits der Salzach im Osten desselben.

## Alleen als Achsen im Landschaftsgarten
Als erweiterter Landschaftsgarten sind naturgemäß die Gartenwege in Form von zahlreichen früheren und zum Teil auch heute noch bestehenden Alleen wichtig:
- Von Schloss Anif führte einst Schlossachse auf Schloss Goldenstein hin (nicht erhalten).
- Die Hellbrunner Allee (historisch zuerst eine Eichen-, Rotbuchen- und Pappelallee) bildet die gedachte Achse zwischen den Wasserschlössern Freisaal und Anif,
- die Lindenallee Fürstenweg führt vom Ehrenhof zum Auwaldsaum und als Allee im Wald („Durchschlag“) weiter zur Salzach,
- die Fichtenallee Hellbrunn liegt im Schlosspark Hellbrunn und weist nach Osten zum Schloss Goldenstein.
- die Keltenweg (bzw. der Keltenweg) führt nach Westen und weist auf Schloss Glanegg hin.

Kleinere Alleen der Adelssitze waren in der Regel mit Obstbäumen bestanden: Die Obstbaumallee des Schlosses Emslieb führte zum Salzach-Auwald, sie ist leider nur als zahnlückige Obstbaumreihe erhalten, eine Vervollständigung der Allee nach Zustimmung von Stift Nonnberg ist wichtig, die Obstbaumallee von Schloss Emsburg führte einst bis zum Auwaldsaum und als Durchschlag einst weiter zur Salzach, heute ist sie nur einseitig entlang des Kreuzhofweges bepflanzt, Die Obstbaumallee von Schloss Frohnburg, führte einst bis zum Auwaldsaum und als Durchschlag zur Salzach, heute ist sie als Vogelkirschenallee gestaltet, die Obstbaumallee von Schloss Freisaal zum zugehörigen Meierhof führend ist derzeit nur einseitig bepflanzt, die Freisaalallee (heute Hofhaymer Allee) südlich von Schloss Freisaal ist heute keine historische Allee, ihr Umfeld ist teilweise verbaut, der alte Fahrweg wurde zur Hauptstraße ausgebaut.